# Boëge
Boëge település Franciaországban, Haute-Savoie megyében. Lakosainak száma 1938 fő (2022. január 1.). Boëge Bogève, Bons-en-Chablais, Burdignin, Cranves-Sales, Saint-André-de-Boëge, Saint-Cergues, Saxel és Villard községekkel határos.

## Népesség
A település népességének változása:
| Lakosok száma | 1697 | 1672 | 1769 | 1765 | 1811 | 1861 | 1870 | 1891 | 1938 |
|               | 2013 | 2015 | 2016 | 2017 | 2018 | 2019 | 2020 | 2021 | 2022 |